# Arthur Schnitzler
Arthur Schnitzler (ur. 15 maja 1862 w Wiedniu, zm. 21 października 1931 tamże) – austriacki prozaik, dramaturg i lekarz. Jest uważany za jednego z najważniejszych przedstawicieli wiedeńskiego modernizmu.

## Kariera zawodowa
Arthur Schnitzler urodził się 15 maja 1862 roku w Wiedniu jako syn żydowskiego laryngologa Johanna Schnitzlera oraz jego małżonki Luise, córki wiedeńskiego lekarza Philippa Markbreitera.
Od 1871 do 1879 roku uczęszczał do wiedeńskiego gimnazjum (Akademisches Gymnasium) i zdał maturę z wyróżnieniem 8 lipca 1879 roku. Następnie podjął studia medycyny na Uniwersytecie Wiedeńskim, otrzymując tam 30 maja 1885 roku tytuł doktora.
Od 1885 do 1888 pracował jako lekarz pomocniczy w szpitalu głównym miasta Wiedeń, a w 1893 roku był asystentem jego ojca w oddziale laryngologicznym wiedeńskiej polikliniki. Już w tym okresie zajmował się pisarstwem. Jego debiutem literackim był wiersz Pieśń miłosna baleriny (niem. Liebeslied der Ballerine) z 1880, opublikowany w czasopiśmie Der freie Landbote. Za nim pojawiły się kolejne wiersze i opowiadania, drukowane na łamach Blaue Donau, Moderne Dichtung, Frankfurter Zeitung i Freie Bühne. Spod jego pióra pochodzi także jedyna publikacja naukowa: O afonii czynnościowej i jej leczeniu przez hipnozę i sugestię. Od 1886 roku do 1893 Schnitzler zajmował się publicystyką medyczną i napisał ponad 70 artykułów, głównie recenzji książek fachowych, będąc redaktorem pisma Internationale Klinische Rundschau, założonego przez jego ojca.
Po jego śmierci w 1893 roku Schnitzler opuścił klinikę i otworzył swoją własną praktykę w Wiedniu, najpierw przy okręgu Burgring 1, a później przy Frankgasse 1. Miał jeszcze swój udział w opublikowanym posthum Klinicznym atlasie laryngologii, autorstwa jego ojca.

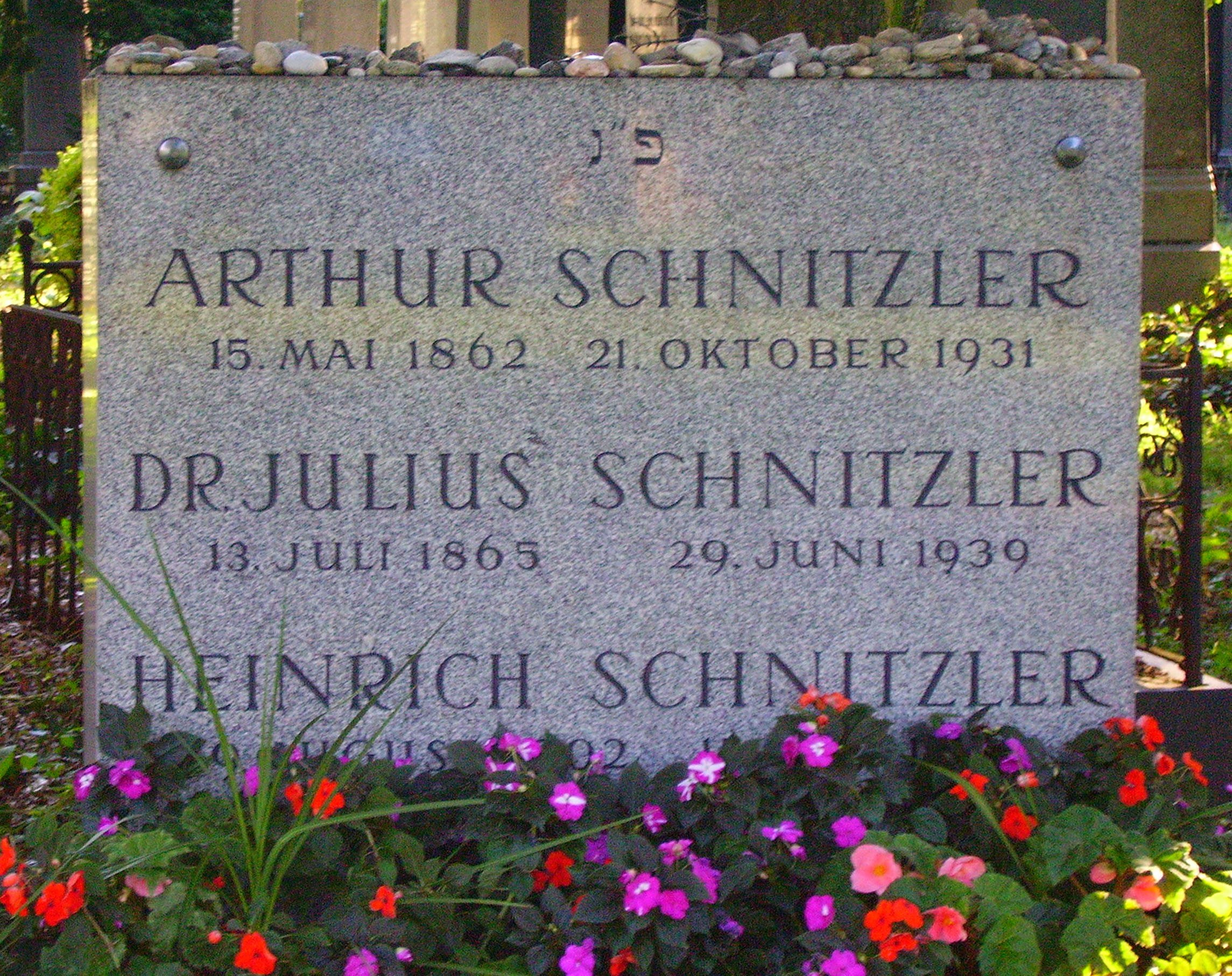
Nagrobek Arthura Schnitzlera na Cmentarzu Centralnym w Wiedniu.

Począwszy od 1890 był on uważany, obok jego przyjaciół Hugona von Hofmannsthala i Richarda Beer-Hofmanna, za jednego z głównych przedstawicieli Młodego Wiednia, artyści związani z kierunkiem spotykali się w wiedeńskiej Café Griensteidl. Schnitzler był również częstym gościem restauracji Leidinger przy Kärntner Straße 61 i dobrze znał Sigmunda Freuda. Uważa się go za jednego z najważniejszych krytyków austro-węgierskiego towarzystwa K.u.k.-Gesellschaft, przyczynił się też do jego rozwoju na przełomie wieków.
Od początku XX wieku należał do najczęściej wystawianych dramaturgów na niemieckich scenach. Po publikacji utworu Porucznik Gustl (niem. Leutnant Gustl), w którym atakował kodeks honorowy austriackiego wojska, został 14 czerwca 1901 roku pozbawiony tytułu oficerskiego w korpusie medycznym.
Z początkiem I wojny światowej zainteresowanie jego dziełami zmalało. Wiązało się to z tym, iż Schnitzler, jako jeden z niewielu austriackich intelektualistów, nie był entuzjastą działań militarnych. W 1921 roku został mu wytoczony proces z okazji premiery utworu Korowód (niem. Reigen) z powodu wykroczenia przeciwko obyczajności. W reakcji na to cofnął on zgodę na wystawianie sztuki. Z powodu psychicznych i fizycznych problemów autor znacznie się wyizolował z życia publicznego. W ostatnich latach pisał on przede wszystkim opowiadania, w których przedstawiał losy jednostek u schyłku wieku z perspektywy psychologicznej.

## Życie prywatne
26 sierpnia 1903 roku wziął ślub z 21-letnią aktorką Olgą Gussmann, ich syn Heinrich miał wtedy rok. W 1910 Schnitlzer zakupił od Hedwiga Bleibtreua dom przy Sternwartestraße 71 (Wiedeń), w jego pobliżu mieszkali jego znajomi Richard Beer-Hofmann i Felix Salten.
W 1921 rozwiódł się z żoną i sam wychowywał dzieci Heinricha i Lili. Syn pracował później jako reżyser. Samobójstwo córki w roku 1928 bardzo nim wstrząsnęło. Schnitzler zmarł 21 października 1931 roku w wieku 69 lat na wylew. Jego nagrobek znajduje się na Cmentarzu Centralnym w Wiedniu, obok niego spoczywają Friedrich Torberg, Gerhard Bronner i Harry Weber.

## Twórczość

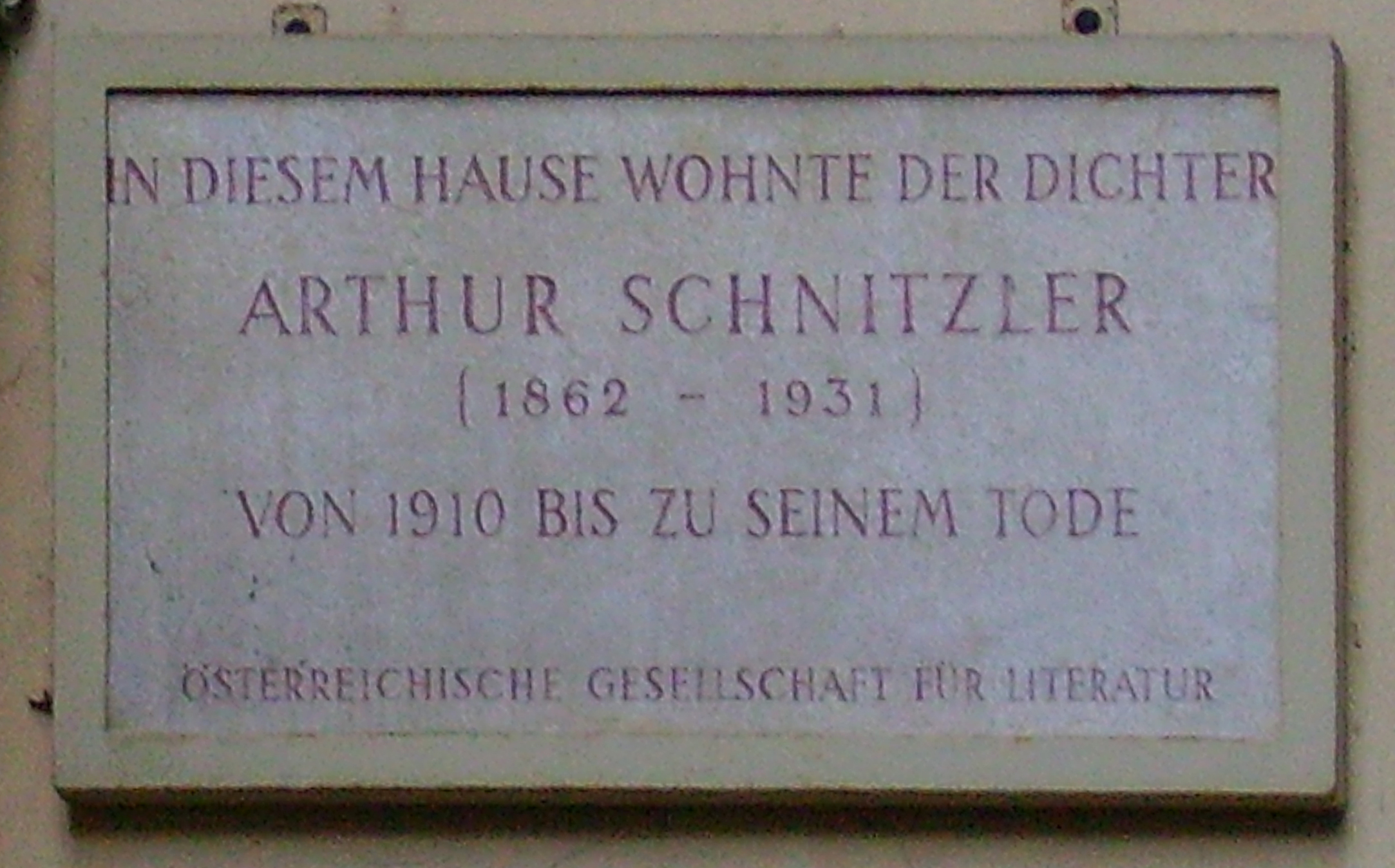
Tablica pamiątkowa na ścianie domu Arthura Schnitzlera

Schnitzler pisał dramaty i dzieła prozatorskie (głównie opowiadania), w których skupiał się przede wszystkim na psychicznych procesach figur literackich. Przez wgląd w ich wewnętrzną egzystencję, czytelnik otrzymuje jednocześnie obraz społeczeństwa, które wpływa na życie duchowe jednostki.
Akcja dzieł Schnitzlera jest najczęściej umiejscowiona w Wiedniu u schyłku wieku. Wiele jego opowiadań i dramatów czerpie z lokalnego kolorytu. Jego figury to typowe sylwetki ówczesnego społeczeństwa wiedeńskiego: oficerowie i lekarze, artyści i dziennikarze, aktorzy i galanci oraz "słodkie dziewuszki" z przedmieść, które stały się niejako znakiem rozpoznawczym autora, a dla jego przeciwników były powodem do wyrażania się o pisarzu w sposób pogardliwy.
Schnitzlerowi nie chodzi o przedstawienie chorych stanów duchowych, ale o procesy zachodzące we wnętrzu przeciętnych ludzi, z ich zakłamaniem, które jest wymuszone, szczególnie na słabszych obywatelach, przez niepisane zakazy i nakazy społeczne, seksualne tematy tabu i kodeksy honorowe. Tak jak Freud w jego psychoanalizie Schnitzler zajmuje się sferą seksualną, która była wypierana przez ówczesne społeczeństwo, ukierunkowane na racjonalność i postęp. Autor pokazuje, że w podświadomości ludzi drzemią siły, które wymykają się kontroli rozumu.
W swoich dziełach Schnitzler podejmuje tematy zdrad małżeńskich (np. dramat Korowód), potajemnych romansów i kobieciarzy. Wrzawie wokół sztuki Korowód towarzyszyły różne antysemickie określenia, Hitler mówił o później o jego dziełach jako o żydowskich świństwach. Na podstawie sztuki Max Ophüls nakręcił w 1950 roku film Le Ronde. Produkcja osiągnęła duży sukces w krajach anglojęzycznych.

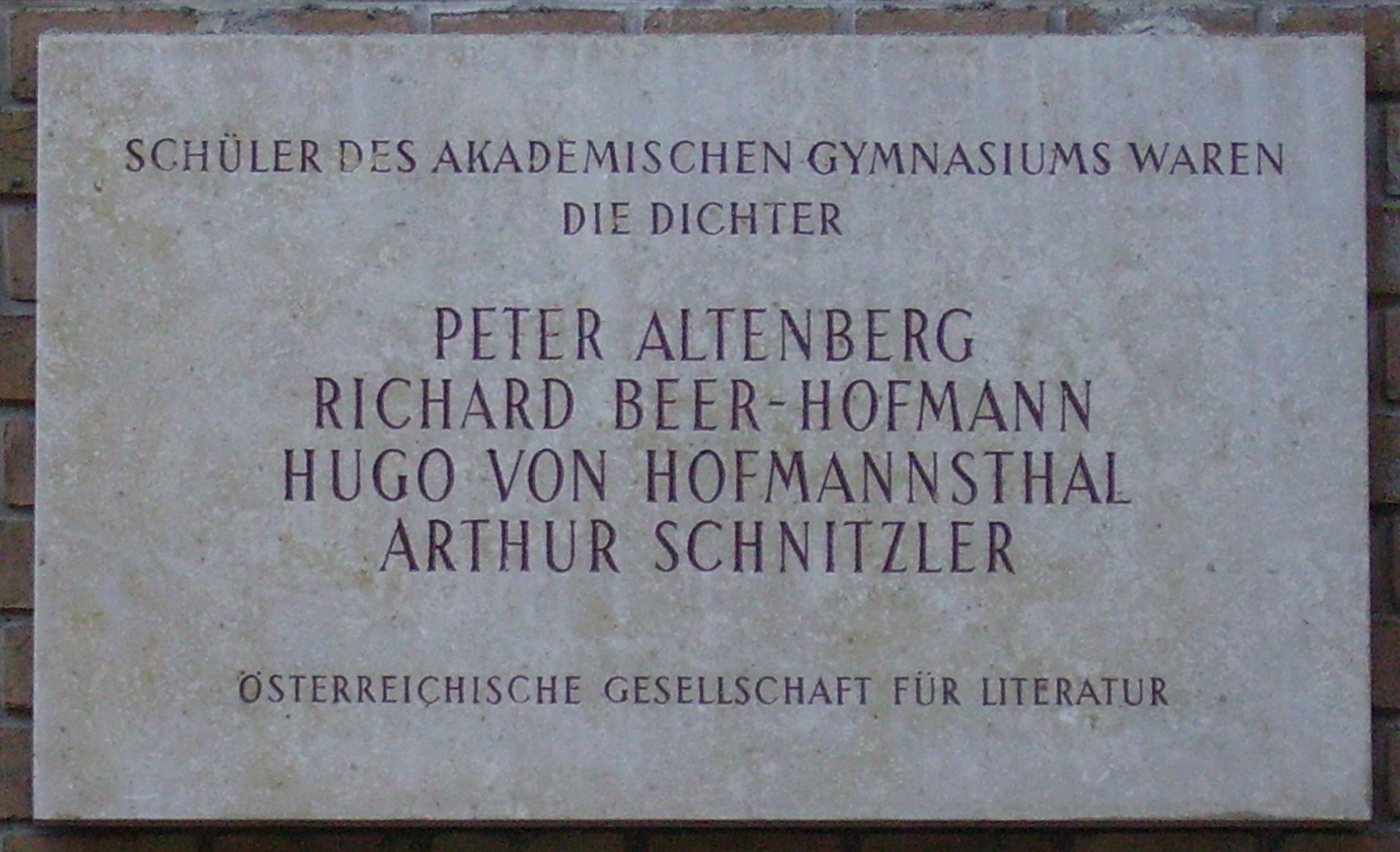
Tablica pamiątkowa na ścianie Akademisches Gymnasium w Wiedniu.

Nie przez przypadek to właśnie Schnitzler wprowadził swoją nowelą Lejtnant Gustl (niem. Leutnant Gustl) monolog wewnętrzny do niemieckiej literatury. Za pomocą tej szczególnej perspektywy, przy użyciu techniki strumienia świadomości, Schnitzler gwarantuje czytelnikowi głębszy i bardziej bezpośredni wgląd w wewnętrzne konflikty jego figur literackich. Tę formę narracyjną stosował on także w dziele Panna Elza (Fräulein Else).
W jego powieści Droga do wyzwolenia oraz w sztuce Profesor Bernhardi autor zajmuje się problemem antysemityzmu w Wiedniu.
Na zadane mu w wywiadzie pytanie, co myśli o stwierdzeniu, iż jego wszystkie prace traktują o tym samym, Schnitzler odpowiedział: Piszę o miłości i śmierci. Jakie mogą być inne tematy?
Jednocześnie jest on jednym z najważniejszych pamiętnikarzy niemieckiej literatury. Od 17 roku życia, aż po ostatnie dni przed śmiercią, pisał dzienniki. Liczą one ponad 8000 stron i zostały opublikowane posthum w 1981 roku.
Na kanwie noweli Oczy szeroko zamknięte (niem. Traumnovelle) powstał film Stanleya Kubricka o tym samym tytule. Jego dzieła były już wcześniej przedmiotem ekranizacji jak np. Miłostka z 1914 roku. Jego utworami byli zainspirowani różni artyści filmowi jak np. Max Ophüls.

## Spuścizna

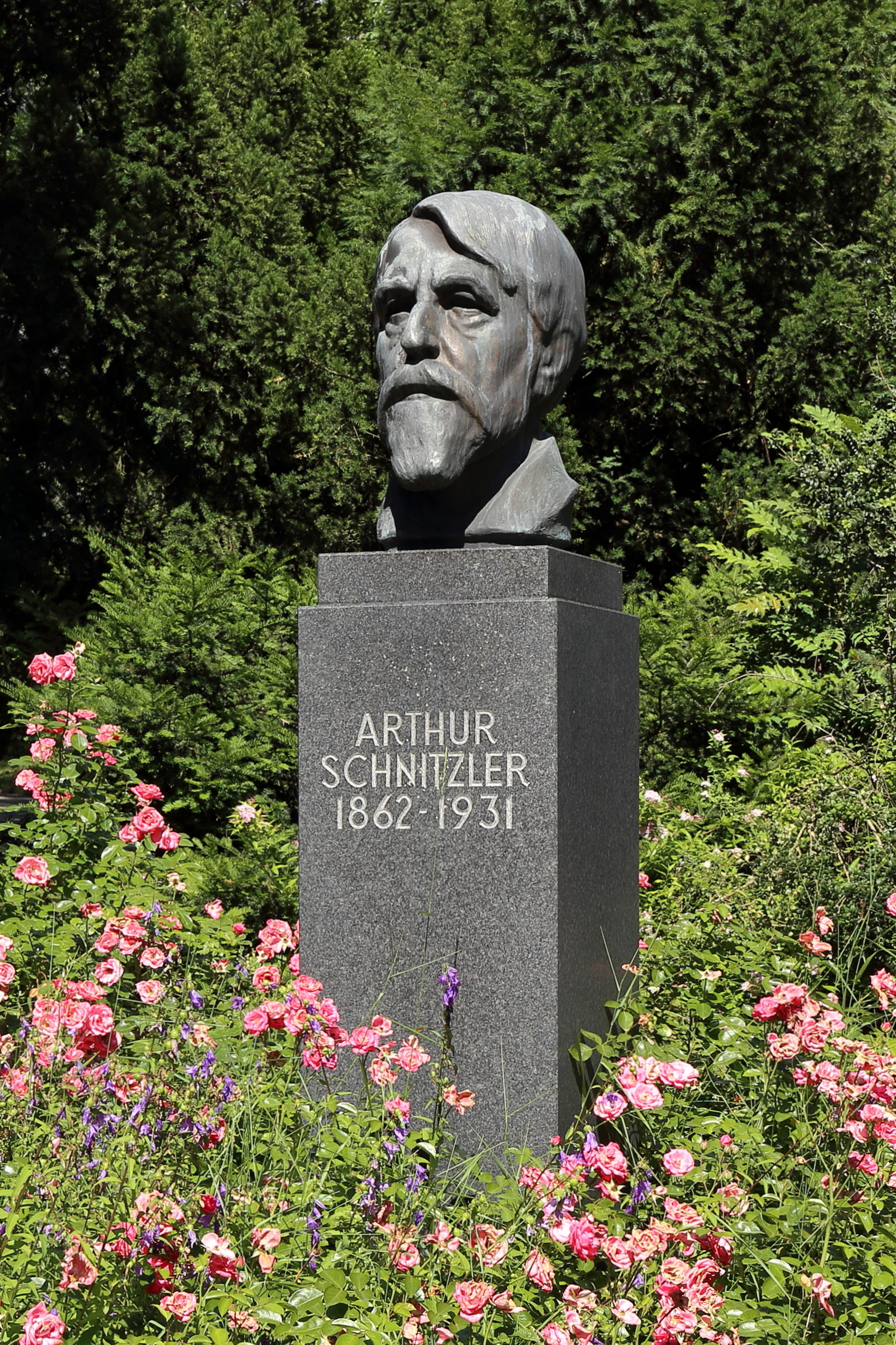
Pomnik w Wiedniu

Po śmierci Schnitzlera w 1931 roku duża część jego dzieł była przechowywana w wiedeńskim Wiener Haus i udostępniona dla celów naukowych. Niedługo przed aneksją Austrii w marcu 1938 roku jego utwory zostały wywiezione poza granicę kraju i znajdowały się w bibliotece uniwersyteckiej w Cambridge. Z początkiem lat 60 na prośbę syna Heinricha Schnitzlera materiały zostały umieszczone na 37 mikrofilmach i przeniesione do USA (na Uniwersytet Kalifornijski w Los Angeles i do International Arthur Schnitzler Research Association w Binghamton w stanie Nowy Jork) oraz do Niemiec na Uniwersytet we Fryburgu, gdzie znajduje się archiwum Arthura Schnitzlera.

## Dzieła

### Opowiadania, nowele, powieści
- Śmierć (niem. Sterben, nowela 1892)
- Kwiaty (niem. Blumen, opowiadanie, 1894)
- Wrażliwiec (niem. Der Empfindsame, 1895)
- Żona mędrca (niem. Die Frau des Weisen (nowela, 1897)
- Die Toten schweigen (nowela, 1897)
- Pani Berta Garlan (niem. Frau Berta Garlan, powieść, 1900)
- Lejtnant Gustl (niem. Leutnant Gustl, nowela, 1900)
- Ślepy Geronimo i jego brat (niem. Der blinde Geronimo und sein Bruder, nowela, 1900)
- Gracka tancerka (niem. Die griechische Tänzerin, opowiadanie, 1902)
- Los barona von Leisenbohga (niem. Das Schicksal des Freiherrn von Leisenhogh (opowiadanie, 1903)
- Die Fremde (opowiadanie, 1903)
- Die Weissagung (opowiadanie 1904)
- Das neue Lied (opowiadanie 1905)
- Śmierć starego kawalera (niem. Der Tod des Junggesellen, opowiadanie 1907)
- Der tote Gabriel (opowiadanie 1908)
- Droga do wyzwolenia (niem. Der Weg ins Freie, powieść 1908)
- Pamiętnik Redegondy (niem. Das Tagebuch der Redegonda ,opowiadanie 1909)
- Morderca (niem. Der Mörder, opowiadanie 1910)
- Die dreifache Warnung (opowiadanie, 1911)
- Die Hirtenflöte (,opowiadanie 1911)
- Powrót Casanovy (niem. Casanovas Heimfahrt, nowela 1917)
- Panna Elza (niem. Fräulein Else, nowela, 1924)
- Żona sędziego (niem. Die Frau des Richters, opowiadanie, 1925)
- Oczy szeroko zamknięte (także Jak we śnie) (niem. Traumnovelle, nowela, 1926)
- Gra o brzasku (niem. Spiel im Morgengrauen, nowela, 1926/27)
- Thérèse (niem. Therese. Chronik eines Frauenlebens, powieść 1928)
- Abenteurernovelle (fragment noweli, 1928)
- Ucieczka w ciemność (niem. Flucht in die Finsternis, opowiadanie 1931)

### Sztuki teatralne
- Przygoda jego życia (niem. Das Abenteuer seines Lebens, komedia, 1888)
- Pieśń Alkandis (niem. Alkandis Lied, 1890)
- Bajka (niem. Das Märchen, komedia, 1891)
- Anatol (niem. Anatol, dramat, 1893)
- Miłostka (niem. Liebelei, komedia, 1895)
- Korowód (niem. Reigen. Zehn Dialoge, komedia, 1896/97)
- Spuścizna (niem. Das Vermächtnis, 1898)
- Paracelesus (niem. Paracelsus, dramat, 1898)
- Zielona Kakadu (niem. Der grüne Kakadu, groteska, 1898)
- Towarzyszka (niem. Die Gefährtin, dramat, 1898)
- Welon Beatrycze (niem. Der Schleier der Beatrice, dramat, 1899)
- Kobieta ze sztyletem (niem. Die Frau mit dem Dolche, dramat, 1900)
- Godziny życia (niem. Lebendige Stunden, dramat, 1901)
- Ostatnie maski (niem. Die letzten Masken, dramat, 1901)
- Literatura (niem. Literatur, dramat, 1901)
- Mężny Kasjan (niem. Der Tapfere Cassian, 1904)
- Samotna droga, (niem. Der einsame Weg, dramat, 1904)
- Zew życia (niem. Der Ruf des Lebens, dramat, 1906)
- Hrabina Mizzi (niem. Komtesse Mizzi oder Der Familientag, dramat, 1909)
- Młody Medard (niem. Der junge Medardus, dramat, 1910)
- Ziemia nieznana (niem. Das weite Land, tragikomedia, 1911)
- Profesor Bernhardi (niem. Professor Bernhardi, dramat, 1912)
- Marionetki (niem. Marionetten, 1912)
- Komedia słów (niem. Komödie der Worte, komedia, 1915)
- Flink i Fliederbusch (niem. Fink und Fliederbusch, komedia 1916)
- Siostry (niem. Die Schwestern, 1919)
- Komedia uwiedzenia (niem. Komödie der Verführung, komedia, 1924)
- W letnich powiewach (niem. Im Spiel der Sommerlütte, 1929)

### Wydanie polskie
- Arthur Schnitzler: Dramaty wybrane. Tom I, pod red. Macieja Ganczara. ADiT, Warszawa 2014[3]
- Arthur Schnitzler: Dramaty wybrane. Tom II, pod red. Macieja Ganczara. ADiT, Warszawa 2014

### Autobiografia
- Młodość w Wiedniu (niem. Jugend in Wien,1920, wyd. 1968)

### Dzienniki
- Dziennik (niem. Tagebuch 1879–1931 (10 tom., wyd. 1981–2000)
- Listy (niem. Briefe 1875–1912 (wyd. 1981)
- Listy (niem. Briefe 1913–1931 (wyd. 1984)